# Штанд за пољупце 3
Штанд за пољупце (енгл. The Kissing Booth 3) амерички је тинејџерски и љубавно-хумористички филм из 2021. године у режији Винса Марчела, по сценарију Марчела и Џеја Арнолда. Трећи је и финални део трилогије Штанд за пољупце, која се темељи на истоименој серији књига Бет Риклс, након филмова Штанд за пољупце Штанд за пољупце 2. Главне улоге глуме Џои Кинг, Џоел Кортни, Џејкоб Елорди, Тејлор Захар Перез, Мејси Ричардсон Селерс, Меган Јанг и Моли Рингвалд. Netflix је објавио филм 11. августа 2021. године. Као и своји претходници, добио је негативне критике.

## Радња
Ел жели максимално да искористи последње лето пре факса. Испланира списак лудих активности и размишља о томе шта ће с Ноом и Лијем.

## Улоге
| Глумац                 | Улога               |
| ---------------------- | ------------------- |
| Џои Кинг               | Ел Еванс            |
| Џоел Кортни            | Ли Флин             |
| Џејкоб Елорди          | Ноа Флин            |
| Тејлор Захар Перез     | Марко Валентин Пена |
| Мејси Ричардсон Селерс | Клои Винтроп        |
| Меган Јанг             | Рејчел              |
| Моли Рингвалд          | госпођа Флин        |
| Стивен Џенингс         | Мајк Еванс          |
| Клои Вилијамс          | Џони Еванс          |
| Морн Висер             | господин Флин       |
| Бјанка Бош             | Оливија             |
| Зендајл Мадлива        | Гвинет              |
| Камила Вулфсон         | Мија                |
| Карсон Вајт            | Бред Еванс          |
| Џад Крок               | Оли                 |
| Франсес Шолто Даглас   | Вивијан             |
| Еван Хенгст            | Мајлс               |
| Санда Шанду            | Ренди               |
| Хилтон Пелсер          | Бари                |
| Трент Роу              | Мелвин              |
| Мишел Ален             | Хедер               |
| Џошуа Иди              | Тапен               |
| Нејтан Лин             | Камерон             |
| Бајрон Ленгли          | Ворен               |
| Камерон Скот           | Ештон               |
| Бјанка Амато           | Линда               |
| Данил ван дер Волт     | Меј                 |